# Dillenia megalantha
Dillenia megalantha är en tvåhjärtbladig växtart som beskrevs av Merrill. Dillenia megalantha ingår i släktet Dillenia och familjen Dilleniaceae. Inga underarter finns listade i Catalogue of Life.